# Sindbad: Legenda siedmiu mórz
Sindbad: Legenda siedmiu mórz (ang. Sinbad: Legend of the Seven Seas, 2003) – amerykański film animowany/przygodowy wyprodukowany przez wytwórnię DreamWorks.

## Obsada
- Brad Pitt – Sindbad
- Catherine Zeta-Jones – Marina
- Michelle Pfeiffer – Eris
- Joseph Fiennes – Proteus
- Dennis Haysbert – Kale
- Timothy West – Dymas
- Adriano Giannini – Rat
- Jim Cummings – Luca

i inni

## Wersja polska
Opracowanie wersji polskiej: Start International Polska

Reżyseria: Ewa Złotowska

Dialogi polskie: Joanna Serafińska

Dźwięk i montaż: Hanna Makowska

Kierownik produkcji: Elżbieta Araszkiewicz

W wersji polskiej udział wzięli:
- Michał Żebrowski – Sindbad
- Olga Bończyk – Marina
- Agnieszka Kunikowska – Eris
- Jacek Kopczyński – Proteusz
- Marcin Troński – Kale
- Włodzimierz Press – Dymas
- Jarosław Boberek – Szczur
- Mieczysław Morański – Jin
- Jan Kulczycki – Jed
- Marek Robaczewski – Li
- Bogdan Ferenc
- Marek Frąckowiak
- Mieczysław Gajda
- Cynthia Kaszyńska
- Magdalena Krylik
- Ilona Kucińska
- Tomasz Marzecki
- Jerzy Mazur
- Józef Mika
- Paweł Szczesny
- Robert Tondera